# Masúd Hášemzade
Masúd Hášemzade (* 21. září 1981 Mijána) je bývalý íránský zápasník – klasik, který od roku 2011 krátce reprezentoval Ázerbájdžán.

## Sportovní kariéra
Zápasení se aktivně věnoval od 17 let. Specializoval se na řecko-římský styl. V íránské mužské reprezentaci se pohyboval od roku 2001 ve váze do 96 kg. V roce 2004 se kvalifikoval na olympijské hry v Athénách. V závěrečném kole základní skupiny porazil Litevce Mindaugase Ežerskise 5:3 na technické body a z prvního místa postoupil do čtvrtfinále. Ve čtvrtfinále porazil Gruzínce Genadi Čchajidzeho reprezentujícího Kyrgyzstán 3:1 na technické body. V semifinále však nestačil na dalšího Gruzínce Ramaze Nozadzeho, kterému podlehl 2:4 na technické body. V souboji o třetí místo nastoupil proti Turku Mehmetu Özalovi. První poločas skončil bez bodu a rozhodčí proto na začátku druhého poločasu nařídili klinč, který prohrál a prohrával 0:1 na technické body. Turek další dva body přidal v parteru. Za stavu 0:3 v poslední minutě pouze snížil koršunem na 2:3. Obsadil 4. místo. V oficiálních výsledcích však není uváděn, protože prohru psychicky nezvládl a opustil žíněnku před výhlášením svého soupeře za vítěze.
Od roku 2006 startoval ve váze do 120 kg. V roce 2008 se jako mistr Asie kvalifikoval na olympijské hry v Pekingu. V úvodním kole olympijského turnaje nestačil na později pro doping diskalifikovaného Chasana Barojeva z Ruska. V roce 2010 s ním přestalo reprezentační vedení počítat proto jako íránský Ázerbájdžánec přijal lukrativní nabídku reprezentovat stát Ázerbájdžán (Širvan). V roce 2012 se účastnil olympijské kvalifikace. Na olympijské hry v Londýně se však nekvalifikoval. Sportovní kariéru ukončil v roce 2014.

## Výsledky
| Turnaj             | Írán | Írán | Írán | Írán | Írán | Írán | Írán | Írán | Írán | Írán | Ázerbájdžán | Ázerbájdžán |
| Turnaj             | 2001 | 2002 | 2003 | 2004 | 2005 | 2006 | 2007 | 2008 | 2009 | 2010 | 2011        | 2012        |
| Turnaj             | 20   | 21   | 22   | 23   | 24   | 25   | 26   | 27   | 28   | 29   | 30          | 31          |
| Turnaj             | -85  | -96  | -96  | -96  | -96  | -120 | -120 | -120 | -120 | -120 | -120        | -120        |
| ------------------ | ---- | ---- | ---- | ---- | ---- | ---- | ---- | ---- | ---- | ---- | ----------- | ----------- |
| Olympijské hry     |      |      |      | 4.   |      |      |      | úč.  |      |      |             | —           |
| Mistrovství světa  | úč.  | —    | úč.  |      | —    | úč.  | úč.  |      | úč.  | —    | úč.         |             |
| Asijské hry        |      | 3.   |      |      |      | 2.   |      |      |      | —    |             |             |
| Mistrovství Asie   | —    |      | 2.   | —    | 3.   |      | —    | 1.   | 1.   | —    |             |             |
| Mistrovství Evropy |      |      |      |      |      |      |      |      |      |      | —           | 5.          |
| MS juniorů         | 1.   |      |      |      |      |      |      |      |      |      |             |             |